# 探索三号
探索三号是中华人民共和国一艘破冰船以及研究船。該船由海南省人民政府、三亚崖州湾科技城开发建设有限公司、中国科学院深海科学与工程研究所出资，广船国际设计以及建造。
探索三号长约104米、排水量约1万吨，续航为15000海里。该船搭載了多学科科研设备，全船可容纳80人，還能搭載奮鬥者號潛水器、深海勇士號和蛟龙号潜水器。  它還可以部署以及回收自主水下載具。 
該船于2022年12月立项，2023年6月25日開工，2024年4月20日下水， 2024年10月完成海試。 2024年12月26日正式交付。12月29日，抵達海南三亞崖州灣科技城南山港公共科考碼頭，探索三号入列。